# Markýz z Baux
Markýz z Baux (francouzsky: Marquis des Baux) je vedlejší titul monackého knížete. Pokud je to možné, titul přechází z vládnoucího knížete na prvního mužského zjevného nebo předpokládaného dědice monackého trůnu. 
Současným nositelem titulu je dědičný princ Jakub. Markýzství bylo spojeno s městem Les Baux-de-Provence, ale později ztratilo svou správní pravomoc, když se kontrola nad městem vrátila Francii.
Titul „pán z Baux“ byl dříve používán jinými rodinami. Král Ludvík XIII. Francouzský znovu udělil panství jako markýzství knížeti Honoré II. Monackému smlouvou z Péronne dne 14. září 1641. Nový titul poprvé použil Honorého jediný syn Ercole. Ercole zemřel dříve než jeho otec, a tak je titul již několik staletí udělován dědicům monackého knížete.

## Seznam držitelů titulu
| Jméno        | Doba držení                         | Délka držení     |
| ------------ | ----------------------------------- | ---------------- |
| Ercole       | 14. září 1641 – 2. srpna 1651       | 9 let a 322 dní  |
| Ludvík I.    | 2. srpna 1651 – 10. ledna 1662      | 10 let a 161 dní |
| Antoine I.   | 10. ledna 1662 – 20. února 1731     | 69 let a 41 dní  |
| Honoré III.  | 20. února 1731 – 17. května 1758    | 27 let a 86 dní  |
| Honoré IV.   | 17. května 1758 – 21. března 1795   | 36 let a 308 dní |
| Honoré V.    | 21. března 1795 – 16. února 1819    | 23 let a 332 dní |
| Florestan    | 16. února 1819 – 2. října 1841      | 22 let a 228 dní |
| Karel III.   | 2. října 1841 – 20. června 1856     | 14 let a 262 dní |
| Albert I.    | 20. června 1856 – 10. září 1889     | 33 let a 82 dní  |
| Ludvík II.   | 10. září 1889 – 30. května 1944     | 54 let a 263 dní |
| Rainier III. | 30. května 1944 – 14. března 1958   | 13 let a 288 dní |
| Albert II.   | 14. března 1958 – 10. prosince 2014 | 56 let a 271 dní |
| Jakub        | 10. prosince 2014 – současnost      | 10 let a 81 dní  |